# Древний (Marvel Comics)
Древний (англ. Ancient One) — персонаж Marvel Comics. Он был наставником Доктора Стрэнджа и носил имя «Верховный волшебник Земли».

## История публикаций
Древний был создан сценаристом Стэном Ли и художником Стивом Дитко и впервые появился в Strange Tales #110 (июль 1963 года).

## Биография

### Ранние годы
Когда-то Древний обучал Доктора Стрэнджа и Барона Мордо магическим искусствам. Яо родился в 1430 году в деревне Камар-Тадж, в Тибете. Яо оставался простым фермером, наряду со своими односельчанами, вплоть до того момента, когда он встретил Калуу. Тот поделился с Яо своими знаниями в области магии, и они вместе начали изучать магические искусства и искать путь к бессмертию. Яо хотел использовать свою магию, чтобы помочь деревне, однако Калуу желал создать огромную империю, где он бы контролировал людей путём контроля мыслей. Яо попытался предупредить жителей своей деревни, однако Калуу использовал своё волшебство, дабы вывести его из строя. Калуу начал свои завоевания, однако Яо призвал на помощь свою магию и смог сломить его заклятие. Он одолел Калуу, который сбежал в Ситторак. Яо не стал бессмертным, однако начал очень медленно стареть. Но потом он связался с тёмной магией, чтобы жить вечно..
Яо решил отыскать других магических мастеров, а также посвятить свою жизнь борьбе против тёмных колдунов. Со временем магические способности Яо настолько возросли, что он стал первым смертным, кому удалось встретиться с Вечностью. Ему был доверен Амулет Агамотто, а также присвоено звание «Высшего волшебника Земли». Во время странствий в Ситтораке он впервые столкнулся с Дормамму. Во время последнего боя против демона в Лондоне Яо удалось изгнать Дормамму в другое измерение. После этого Яо перебрался в Тибет, где познакомился с доктором Энтони Друидом, которого он обучил магическим искусствам и избрал своим преемником. Некоторое время спустя, к Древнему пришёл человек по имени Барон Мордо, который хотел обучаться у него. Тем не менее, Древний видел в его душе изъяны, однако он надеялся на то, что сможет исправить это.

### Наставник Доктора Стрэнджа
Некоторое время спустя к Древнему пришёл человек по имени Стивен Стрэндж, который попросил у него исцелить свои руки, которые он повредил в автокатастрофе. Древний отказался исцелять Стивена, он сказал, что тот должен заняться изучением магии и сам найти исцеление. Разозлённый отказом, Стрэндж собрался уйти из замка Древнего, но проходя мимо одной из комнат, он увидел ученика Древнего — Мордо, который готовился убить своего учителя. Стивен предупредил Древнего о готовящемся покушении, тем самым он спас волшебнику жизнь. Мордо сбежал из замка Древнего, который предложил Стрэнджу стать его новым учеником. В течение нескольких лет он обучал Стрэнджа магии, после чего тот стал новым «Верховным волшебником Земли» и переехал в Нью-Йорк.
Через несколько лет Древний объединился с Доктором Стрэнджем для борьбы с демоном Зомом. Для того, чтобы одолеть Зома Древний инсценировал свою смерть. В действительности, Древний открыл новые способности Стрэнджа, благодаря которым тот одолел Зома. Позднее Древний был взят в плен так называемым Живым Буддой, служившим Шума-Горату. Тело Древнего было уничтожено, однако его разум продолжил своё существование. Древний стал единым целым с Вечностью.
Древний отнял у Доктора Стрэнджа титул «Верховного волшебника Земли», так как тот использовал запретную тёмную магию. Новым высшим магом стал Даниэль Драмм. Тем не менее тот использовал свои силы во зло, но Доктору Стрэнджу всё же удалось остановить его. Увидев это, Древний вернул титул своему бывшему ученику.

## Силы и способности
В расцвете сил Древний был мастером мистических искусств, с обширными знаниями в области магии. В течение 500 лет он пополнял свои знания, и его магические способности достигли высшего уровня. Он был первым человеком, который встретился с Вечностью. Древний умеет перемещаться в астральный мир, обладает левитацией, межпространственной телепортацией и множеством других магических полномочий. Тем не менее уже в преклонном возрасте Древний был не способен применять серьёзные заклинания без усиленной нагрузки на своё тело. Древний также владел множеством магических артефактов вроде Амулета и Ока Агомотто. После его соединения с Вечностью, способности Древнего неизвестны.

## Альтернативные версии

### What if?
В сюжете «Что если бы Доктор Дум стал Высшим магом?» Виктор фон Дум пришёл в храм в Гималаях с целью узнать от Древнего способ спасти его мать от Мефисто. И хотя Древний с неохотой учит Виктора, и несмотря на то, что тот поспевает в изучении магии, Древний по-прежнему видит в нём чужака. Тем не менее, Древний сопроводил Виктора в его странствиях, однако был убит им же.

## Вне комиксов

### Телевидение
- Древний изображён как бестелесная сущность, появляющаяся в финале телевизионного фильма «Доктор Стрэндж» 1978 года, озвученный Майклом Ансарой.
- Древний появляется в воспоминаниях Доктора Стрэнджа в 1 серии 3 сезона мультсериала «Человек-паук».

### Фильмы

Тильда Суинтон в роли Древней в фильме «Доктор Стрэндж» 2016 года

- В полнометражном мультфильме «Доктор Стрэндж» 2007 года Древнего озвучил Майкл Яма.
- В художественном фильме «Доктор Стрэндж» 2016 года концепция персонажа сильно изменена. В мае 2015 Тильда Суинтон начала вести переговоры со студией, чтобы исполнить роль духовного наставника Стивена Стрэнджа[7], а в июне стало известно, что она утверждена[8].
- Тильда Суинтон вернулась к роли Древней в фильме «Мстители: Финал». По сюжету она встречает Халка в Нью-Йорке 2012 года во время путешествия мстителей во времени. Древняя объясняет ему работу Камней Бесконечности и альтернативных реальностей.

### Видеоигры
- В игре «Marvel: Ultimate Alliance» Древнего озвучил Джеймс Сие. В игре он имеет специальный диалог с Доктором Стрэнджем и Дэдпулом.
- В игре «Marvel Future Fight» Древний является играбельным персонажем в двух версиях (костюмах), которые можно менять: классический из комиксов и как персонаж из фильма 2016 года «Доктор Стрэндж».
- В игре «Lego Marvel Super Heroes 2» древний, а точнее древняя из фильма 2016 года, присутствует в качестве открываемого персонажа.